# Hirsz Lekkert
Hirsz Lekkert (jid. הירש לעקערט; ur. 1880 w Hanuszyszkach, zm. 10 czerwca 1902 w Wilnie) – żydowski działacz robotniczy, członek Bundu. 
W 1902 dokonał nieudanego zamachu rewolwerowego na gubernatora Wilna, generała von Wahla, za co został skazany na śmierć przez powieszenie. Jego postać była bohaterem wielu opowiadań, pojawia się między innymi w wierszu Abrahama Suckewera Nauczycielka Mira. 